# Печоры
Печо́ры (до 1920 года — Печеры; в 1920—1945 годах — Пе́тсери (эст. Petseri)) — город в Псковской области России. Административный центр Печорского района и городского поселения Печоры.
Находится в 3 км от железнодорожной станции Печоры-Псковские. Самый западный город России без учёта Калининградской области.
В городе находится Псково-Печорский Свято-Успенский мужской монастырь, основанный в XV веке, притягивающий множество паломников и туристов.

## География
Расположен на западной окраине Псковской области и Печорского района, вплотную примыкая к российско-эстонской границе (пограничные переходы «Шумилкино» и «Куничина Гора»). Расстояние от областного центра — 53 км. В пределах города (по восточной и северной частям) протекает небольшая река Пачковка.

## История

### Ранняя история
Название «Печоры» происходит от старо-рус. «печеры» (пещеры), дату открытия которых монастырская летопись определяет 1392 годом.
Основание поселения Печоры относится к 1472 году. По данным летописей, это событие связано с деятельностью православного священника Ивана (в иночестве — Ионы), который в 1472 году бежал сюда из Дерпта (Тарту) после разгрома немцами-католиками «правоверной церкви, поставленной от пскович», и основал Псково-Печерский Свято-Успенский монастырь; поселение развивалось как посад при данном монастыре. В 1473 году была освящена Успенская церковь этого монастыря, первоначально прорубленная в пещере.
В XVI — начале XVIII веков Печоры были важным стратегическим пунктом на западных рубежах Русского государства. В начале XVI века монастырь был разрушен рыцарями-католиками Ливонии, но вскоре отстроен заново. Особенно укрепился и разбогател он при игумене Корнилии (управлял монастырём с 1529 по 1570 год).
В 1565 году монастырь обнесён стенами с 9 сторожевыми башнями и тремя воротами (после чего стал называться Печорской крепостью), а внутри были построены каменная Благовещенская церковь и надвратная Никольская церковь. Именно здесь (если не самим Корнилием, то под его непосредственным руководством) был составлен летописный свод — Третья Псковская летопись. В том же 1565 году, когда царь Иван Грозный разделил Русское государство на опричнину и земщину, город вошёл в состав последней.
В 1581—1582 годах Печорская крепость выдержала осаду войск польского короля Стефана Батория, в 1611—1616 годах — польских войск Яна Ходкевича и шведских войск Густава II Адольфа, в годы Северной войны 1700—1721 годов — осаду шведских войск Карла XII в 1701 и 1703 гг.
Именным указом императрицы Екатерины II от 7 (18) июня 1782 года Печоры получили статус города, который стал центром образованного этим же указом Печорского уезда.

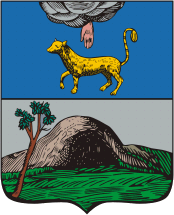
Герб (1781)

Герб города был утверждён Екатериной II 29 декабря 1782 (9 января 1783) года:

В 1-й части щита, в голубом поле барс и над ним из облак выходящая рука. Сие внесено для того, что оный город принадлежит Псковскому Наместничеству.

Во 2-й части щита, в серебряном поле из камня, называемого Печера, изображена гора, в которой видна пещера, каковые в том месте действительно существуют.
Печорский уезд просуществовал недолго. Согласно штатам губерний, утверждённых Павлом I 31 декабря 1796 (11 января 1797) года, Псковская губерния разделялась на шесть уездов. На момент издания штатов в состав губернии входили девять уездов и, следовательно, три подлежали упразднению. Одним из ликвидированных уездов стал Печорский. В отличие от двух других (Новоржевского и Холмского) он не был восстановлен указом Александра I от 24 апреля (6 мая) 1802 года, и Печоры так и остались заштатным городом. Более того, большинство источников XIX — начала XX века вообще не называют Печоры городом, считая его лишь пригородом Пскова. Однако упрощённое городское самоуправление в соответствии с «Городовым положением» 1892 года в Печорах всё же функционировало.
23 июля (4 августа) 1889 года было открыто правильное движение по Псково-Рижской железной дороге, которая прошла в нескольких километрах к северу от Печор. Станция Печоры (ныне — Печоры-Псковские) была открыта в 1899 году.
К началу XX века (1905 го) площадь селитебной территории города равнялась 45 десятин 1540 кв. саженей (49,87 га). В Печорах было 11 улиц и переулков общей длиной 1605 саженей (3,42 км) и 5 площадей. Город был почти исключительно деревянным — из 228 жилых строений насчитывалось лишь 7 каменных и 6 «полукаменных». Улицы Печор освещались керосиновыми фонарями, которых в городе было 31. Водопровод в городе отсутствовал, источниками воды служили колодцы и речка Пачковка.
Промышленное предприятие в городе было одно — кожевенный завод, кроме того, насчитывалось 115 ремесленников. В Печорах было 10 легковых извозчиков, все они были заняты перевозкой пассажиров между городом и железнодорожной станцией. Также в городе работала почтово-телеграфная контора.
В городе функционировала земская больница на 24 койки, медицинский персонал состоял из врача, фельдшерицы-акушерки и одного фельдшера (к 1914 году число фельдшеров возросло до трёх и был открыт фельдшерский пункт). Земская больница, помимо города, обслуживала также сельское население Печорской, Слободской и половины Паниковской волостей Псковского уезда. Кроме медицинских, в городе был также земский ветеринарный врач и участковый ветфельдшер.
Из образовательных учреждений к 1914 году в Печорах работали два начальных министерских училища (двухклассное, преобразованное 27 сентября (10 октября) 1913 года в высшее начальное училище, и одноклассное), земская школа и церковно-приходская школа (при монастыре). Из общественных организаций в городе имелись эстонское музыкально-певческое общество «Калев» (основано 8 (21) августа 1907 года), общество сельского хозяйства, просветительное общество (основано в 1912 году), общество трезвости «Сеятель», общество пчеловодства, вольное пожарное общество (организовано 8 (20) августа 1887 года как пожарная дружина, общество — с 10 (23) января 1911 года). Также в Печорах функционировало общество взаимного кредита (устав утверждён 25 июля (7 августа) 1913 года).

### В составе Эстонии

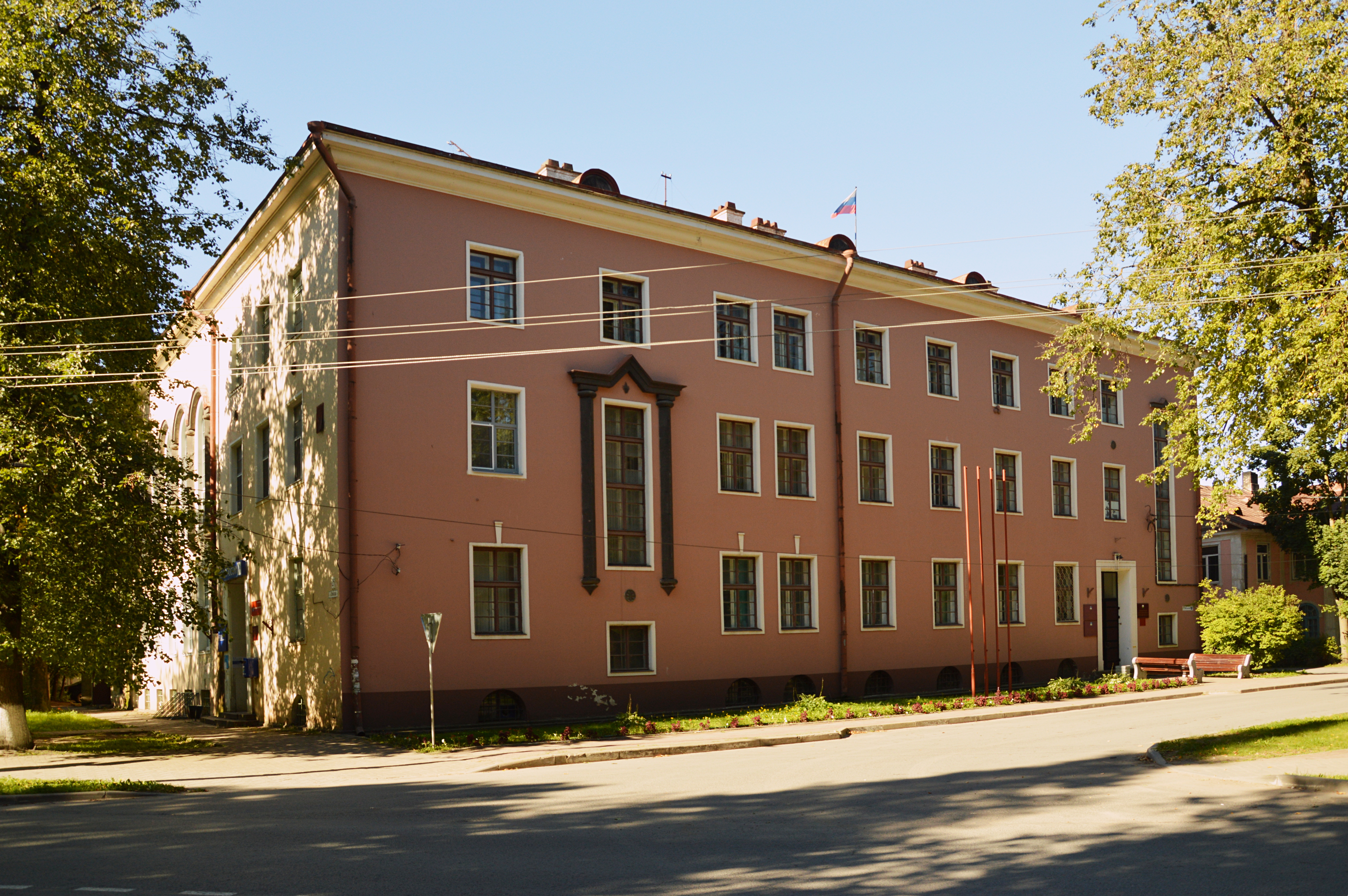
Здание отделения Банка Эстонии было построено в 1929–1930 годах по проекту инженера Фердинанда Адоффа и под руководством Александра Подчекаева и Петра Зубченкова.

В период Первой мировой войны город в конце февраля 1918 года был оккупирован германскими войсками. После вывода кайзеровской армии из Прибалтики Печоры стали объектом борьбы между Красной Армией и войсками Эстонии. 30 ноября 1918 года в покинутые немцами Печоры вступили советские войска, но 4 февраля 1919 года в результате контрнаступления город заняли эстонцы (2-й пехотный полк 2-й дивизии). Затем 11 марта 1919 года Печоры вновь перешли под контроль 10-й стрелковой дивизии Красной Армии, но ненадолго — уже 29 марта эстонские войска повторно овладели городом и удерживали его вплоть до конца войны.
В 1920 году в соответствии с условиями Тартуского мирного договора город вошёл в состав Эстонии и стал административным центром уезда Петсеримаа (от эстонского названия города «Петсери» (эст. Petseri)). В 1920-е годы в Эстонии на равных использовались как русский, так и эстонский варианты наименования города. В 1930-е годы, с ростом авторитарных и националистических тенденций в республике, русский вариант был вытеснен из употребления — не только в официальных документах, но и в русскоязычной печати разрешалось использовать лишь эстонский ойконим «Петсери». В 1935 году были пересмотрены также названия городских улиц, причём ряд русских топонимов был заменён на эстонские.
После присоединения города к Эстонии русское «Городовое положение» стало применяться к Печорам в полном объёме (в Эстонии оно действовало до 1938 года). Город получил полноценную систему органов местного самоуправления — городскую думу и избираемую ею городскую управу во главе с городским головой. Дума состояла сначала из 17, затем из 15 гласных и избиралась жителями города на трёхлетний срок. Как правило, на думских выборах разворачивалась борьба между эстонской и русской общинами города, каждая из которых выставляла на выборах один или несколько избирательных списков. Успех на выборах неизменно сопутствовал эстонцам: как правило, они составляли две трети гласных. Городскими головами в межвоенный период также были исключительно эстонцы.

Участницы русского певческого фестиваля в Печорах, 1939 год

В эстонский период территория города расширилась, достигнув к середине 1930-х гг. 2,49 км² (в том числе застроенная территория — 1,89 км²). Население Печор за время эстонской независимости выросло в 2,5 раза. По темпам роста Печоры занимали второе место в Эстонии, уступая лишь таллинскому пригороду Нымме. Демографический рост протекал неравномерно — численность населения города устойчиво росла в 1920-е годы, но затем в условиях экономического кризиса практически стабилизировалась. Рост возобновился лишь во второй половине 1930-х годов, с улучшением экономической конъюнктуры. Несмотря на резкое увеличение населения, Печоры оставались маленьким городом — по численности населения они находились лишь на 11-м месте в Эстонии, и из уездных городов превосходили только Пайде и (незначительно) Курессааре. По данным переписи 1934 года, в Печорах проживало лишь 6,6 % населения Петсеримаа (самый низкий показатель среди уездов Эстонии).
Важной чертой демографического развития довоенных Печор стала также значительная эстонизация населения города (см. ниже), в результате которой чисто русский до революции город к середине 1930-х гг. приобрёл смешанный эстонско-русский национальный состав, при небольшом перевесе титульного этноса.
В 1931 году станция Печоры стала железнодорожным узлом — 28 июля вступила в строй линия на Тарту. Таким образом, Печоры получили кратчайшую железнодорожную связь со столицей республики. В 1920-е годы в Печорах появились первые автомобили, но число их до конца 1930-х годов не превышало двух десятков.
В образовательной сфере значимым моментом в эстонский период истории Печор стало открытие в городе 24 января 1919 года первого среднего учебного заведения — Печорской реальной гимназии (с 1923 года — общегуманитарная гимназия). Преемником этого учебного заведения сегодня считается Печорская лингвистическая гимназия. Гимназия была организована на базе высшего начального училища. В гимназии первоначально было два отделения — русское и эстонское. В 1937 году в результате реформы средней школы в гимназии осталось только эстонское отделение. Стремясь сохранить русское среднее образование в Петсеримаа, меценат Б. Б. Линде в том же году открыл в городе частную гимназию, но проработала она только один год. В августе 1940 года предполагалось вновь открыть в Печорской гимназии русское отделение, но из-за политических перемен в Эстонии эти планы не были осуществлены. Система начального образования в Печорах в межвоенный период была представлена двумя начальными школами. Также в городе была одна профессиональная школа. Кроме того, в 1933 году в монастыре была открыта духовная семинария, которая до 1940 года произвела три выпуска.
В эстонский период в Печорах начали издаваться собственные газеты, как на русском, так и на эстонском языке. Однако из-за небольшого количества читателей эти издания, как правило, не были долговечными. Наиболее известная русская газета «Печерянин» (она выходила и на эстонском языке) издавалась лишь полгода (с 16 июля по 10 декабря 1920 года, всего было выпущено 39 номеров). Из эстонских газет наиболее долговечной стала «Petseri Uudised: Petseri eestlaste häälekandja». Это издание выходило с 4 июня 1932 года по 31 декабря 1937 года (вышло 382 номера).
Факт принадлежности города Эстонской Республике благоприятно сказался на судьбе Псково-Печерского монастыря, который не был закрыт, как это произошло в 1920-е—1930-е годы со всеми монастырями в СССР. В то же время в рамках эстонской аграрной реформы большая часть земельных владений монастыря в мае 1925 года была конфискована. Монастырю были оставлены лишь 16 десятин непосредственно под постройками и ещё 50 десятин вне Печор. В результате обитель осталась практически без средств, и в дальнейшем могла существовать в основном за счёт государственной поддержки и частных пожертвований. Кроме того, настоятель монастыря епископ Иоанн (Булин) вступил в конфликт с руководством Эстонской православной церкви и в 1932 году был отстранён от должности.

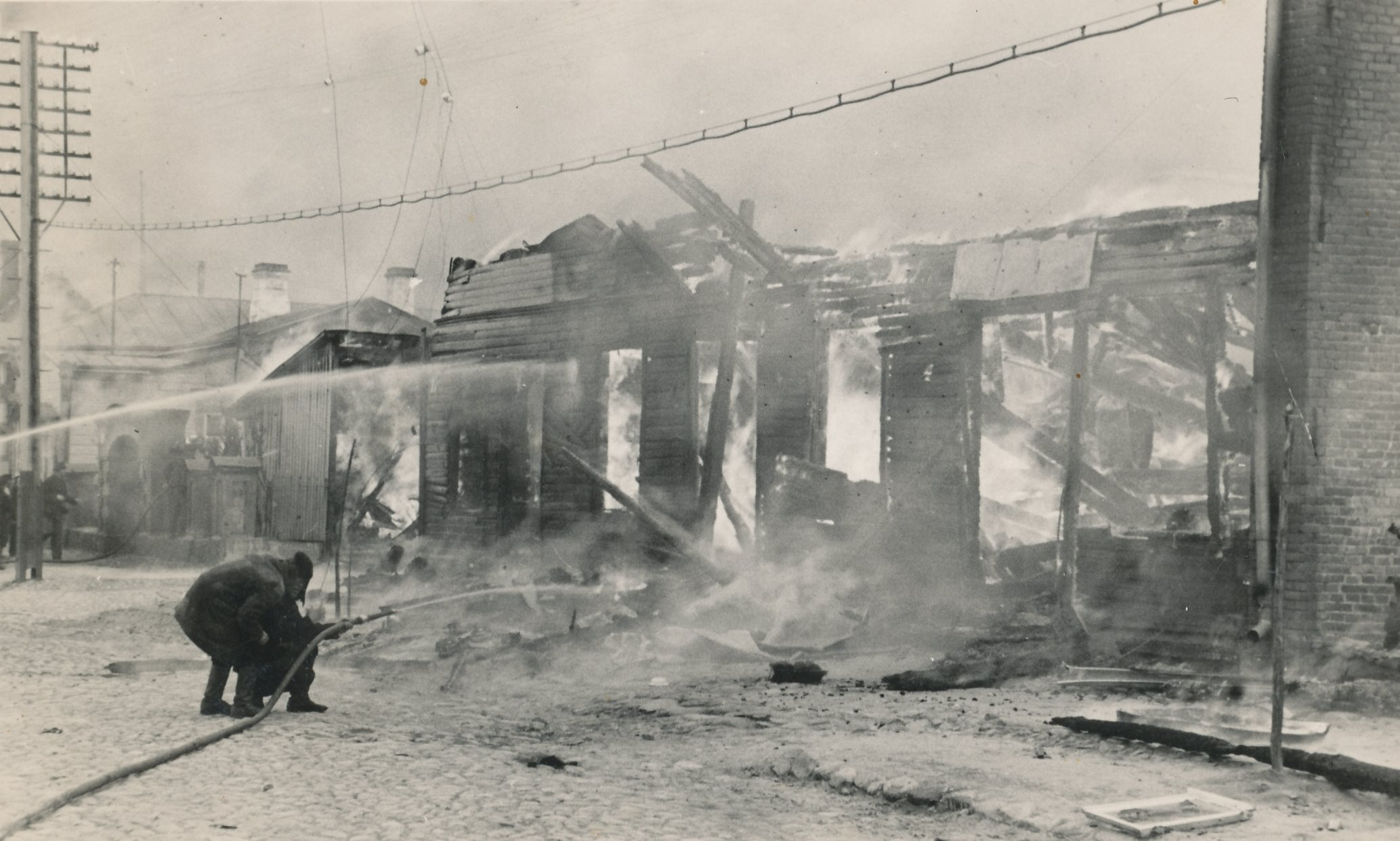
Пожар в городе 24 мая 1939 года

24 мая 1939 года в городе произошёл катастрофический пожар. Из 650 городских домов огнём было уничтожено 212, около 1,5 тысяч человек остались без крова. От огня пострадали и некоторые прилегающие к Печорам деревни, где сгорело несколько десятков домов.
После присоединения Эстонии к СССР в 1940 году город первоначально оставался в пределах административных границ Эстонской ССР. 10 июля 1941 года Печоры были оккупированы нацистской Германией, и с декабря 1941 года в качестве окружного центра были включены в состав генерального комиссариата Эстония Рейхскомиссариата Остланд. Город был освобождён 11 августа 1944 года войсками 291-й стрелковой дивизии 116-го стрелкового корпуса 67-й армии 3-го Прибалтийского фронта в ходе Тартуской операции.
Согласно акту комиссии при ЧГК от 13 августа 1944 года на момент вступления Красной армии в Печорах «совершенно не было населения» — всё оно было принудительно вывезено немцами.

### В составе России
Указом Президиума Верховного Совета СССР от 23 августа 1944 года Печоры были переданы из Эстонской ССР в состав РСФСР и включены в одновременно образованную Псковскую область.
Решением Псковского облисполкома № 177 от 28 апреля 1976 года в городскую черту Печор были включены населённые пункты Богдановка, Большая Пачковка и Майское, решением Малого Совета Псковского облсовета № 147 от 18 августа 1993 года — населённые пункты Головино, Куничина Гора, Малая Пачковка, Мыльниково, Рагозино, Сахалин, Слобода и железнодорожная станция Печоры-Псковские.

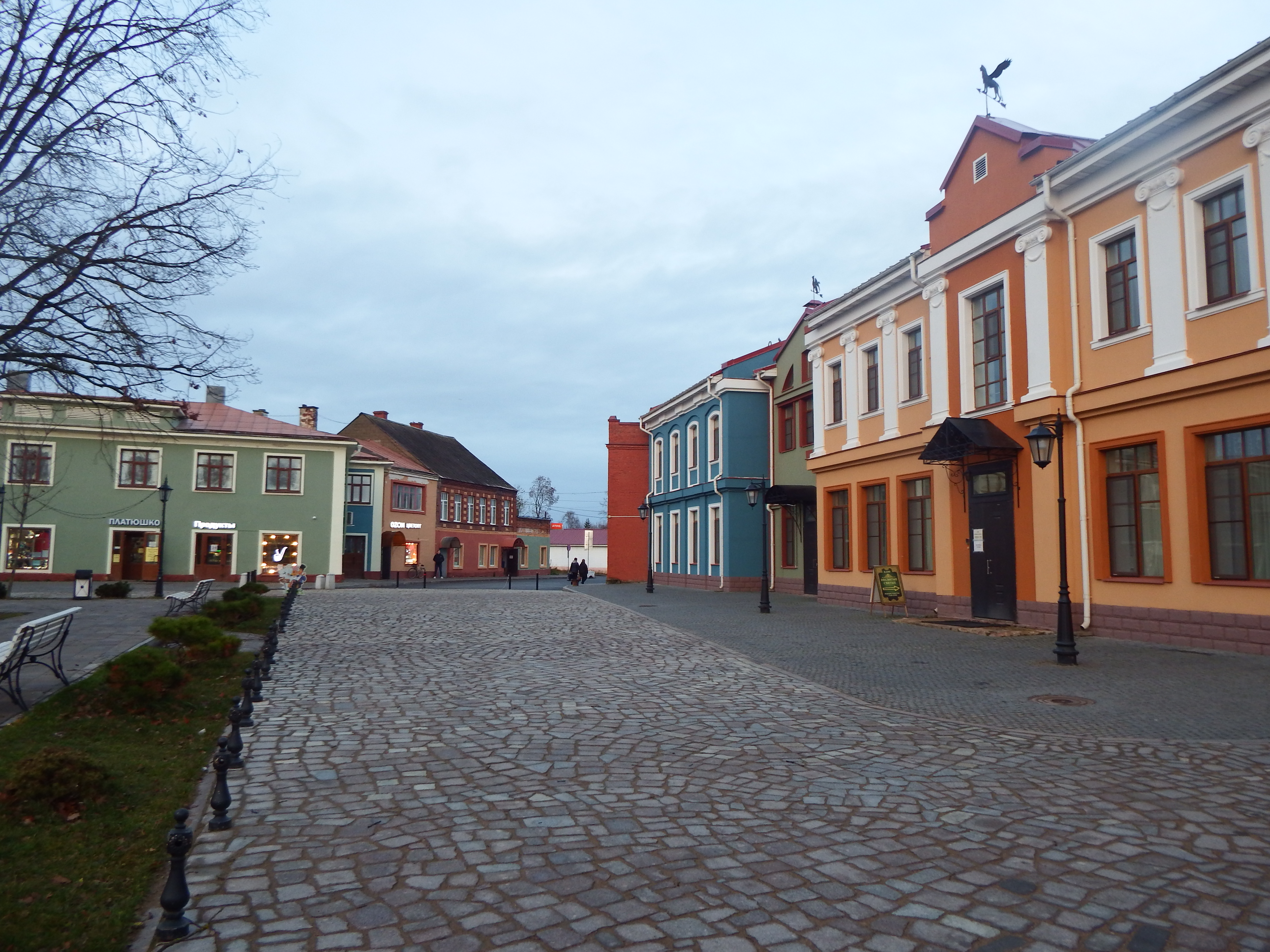
В историческом центре города, ноябрь 2024 года

С 2007 года город Печоры был исключен из погранзоны,  въезд  со стороны России в него свободный.

## Население
| 1825    | 1833    | 1840    | 1847    | 1856    | 1863    | 1870    | 1885    | 1897    | 1922    | 1934    | 1939    |
| ------- | ------- | ------- | ------- | ------- | ------- | ------- | ------- | ------- | ------- | ------- | ------- |
| 925     | ↗942    | ↗1299   | ↘1215   | ↘1186   | ↗1529   | ↘1305   | ↗1360   | ↘1269   | ↗2013   | ↗4274   | ↗4962   |
| 1940    | 1941    | 1944    | 1959    | 1970    | 1979    | 1989    | 1992    | 1996    | 1998    | 2001    | 2002    |
| ↘4431   | ↘3336   | ↘2328   | ↗6837   | ↗7194   | ↗9894   | ↗11 956 | ↗12 400 | ↗13 900 | ↗14 100 | ↘14 000 | ↘13 056 |
| 2004    | 2005    | 2006    | 2007    | 2008    | 2009    | 2010    | 2011    | 2012    | 2013    | 2014    | 2015    |
| ↘12 638 | ↘12 264 | ↘12 036 | ↘11 693 | ↘11 524 | ↗11 525 | ↘11 195 | ↘11 164 | ↘11 000 | ↘10 589 | ↘10 337 | ↘10 205 |
| 2016    | 2017    | 2018    | 2019    | 2020    | 2021    | 2023    |         |         |         |         |         |
| ↘10 142 | ↘10 034 | ↘9871   | ↘9670   | ↘9333   | ↗10 247 | ↘9808   |         |         |         |         |         |

На 1 января 2024 года по численности населения город находился на 924-м месте из 1119 городов Российской Федерации.

### Национальный состав
Большую часть истории Печор русские преобладали в этнической структуре населения города. Исключением стал лишь период пребывания города в составе независимой Эстонии, когда Печоры были довольно сильно эстонизированы. Так, в 1890 году в Печорах проживали лишь четыре эстонские семьи, а к 1914 году эстонцев было около 150 человек. Но уже по данным переписи 1922 года эстонцы (включая сету) составляли 33,8 % населения города. К 1931 году доля эстонцев достигла 51,3 %, к 1934 году — 54,8 %, к 1937 году — 56,9 %. Доля русских в городе Печоры сократилась с 63,2 % (1 272 чел.) по переписи 1922 года до 41,0 % (1 745 чел.) в 1934.
Однако после присоединения Эстонии к Советскому Союзу и передачи города в состав РСФСР эстонский элемент был быстро вытеснен русским. Характерной чертой города является большое число жителей с двойным гражданством (Эстонии и России).
По данным переписи 2002 года национальный состав населения города выглядел следующим образом:
- русские — 11638 (89,14 %)
- украинцы — 338 (2,59 %)
- белорусы — 221 (1,69 %)
- эстонцы — 177 (1,36 %)
  - в том числе сету — 31 (0,27 %)
- прочие — 682 (5,22 %)

По итогам переписи населения 2020 года проживали следующие национальности (национальности менее 0,1 % и другое, см. в сноске к строке «Другие»):
| Национальность | Численность, чел. | Доля     |
| -------------- | ----------------- | -------- |
| Русские        | 9197              | 89,75 %  |
| Украинцы       | 105               | 1,02 %   |
| Узбеки         | 91                | 0,89 %   |
| Эстонцы        | 67                | 0,65 %   |
| Белорусы       | 54                | 0,53 %   |
| Татары         | 27                | 0,26 %   |
| Таджики        | 24                | 0,23 %   |
| Армяне         | 24                | 0,23 %   |
| Чуваши         | 23                | 0,22 %   |
| Цыгане         | 14                | 0,14 %   |
| Немцы          | 13                | 0,13 %   |
| Молдаване      | 13                | 0,13 %   |
| Азербайджанцы  | 13                | 0,13 %   |
| Другие         | 582               | 5,69 %   |
| Итого          | 10 247            | 100,00 % |

## Экономика

### Промышленность
Основные предприятия: керамический завод «Евро-Керамика» (напольная и облицовочная плитка, керамогранит), комбинат нерудных материалов (известковая мука).

### Транспорт и связь

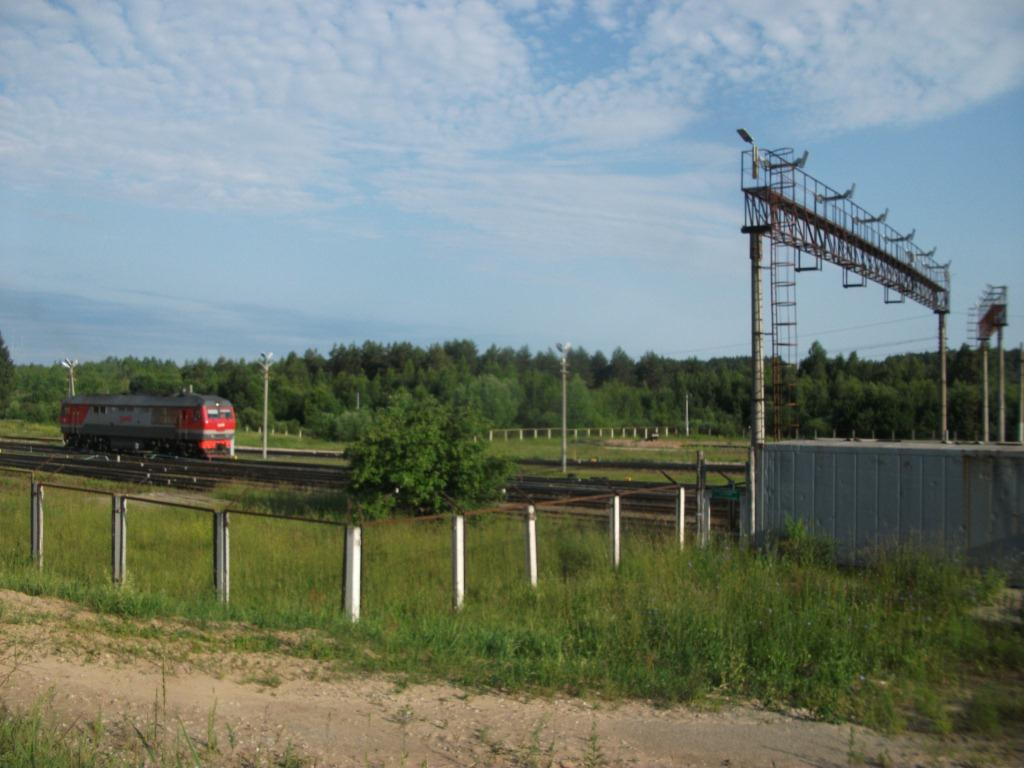
Станция Печоры-Псковские, сразу же за станцией — государственная граница

#### Железнодорожный транспорт
К северу города расположена станция Печоры-Псковские Санкт-Петербург — Витебского региона Октябрьской железной дороги. Сразу за станцией проходит граница России и Эстонии.
С 3 августа 2019 года возобновлено пригородное сообщение путем удлинения по выходным и праздничным дням маршрута поезда «Ласточка»  Санкт-Петербург — Печоры-Псковские, в остальные дни недели следующего из Санкт-Петербурга до Пскова.

#### Автомобильный транспорт

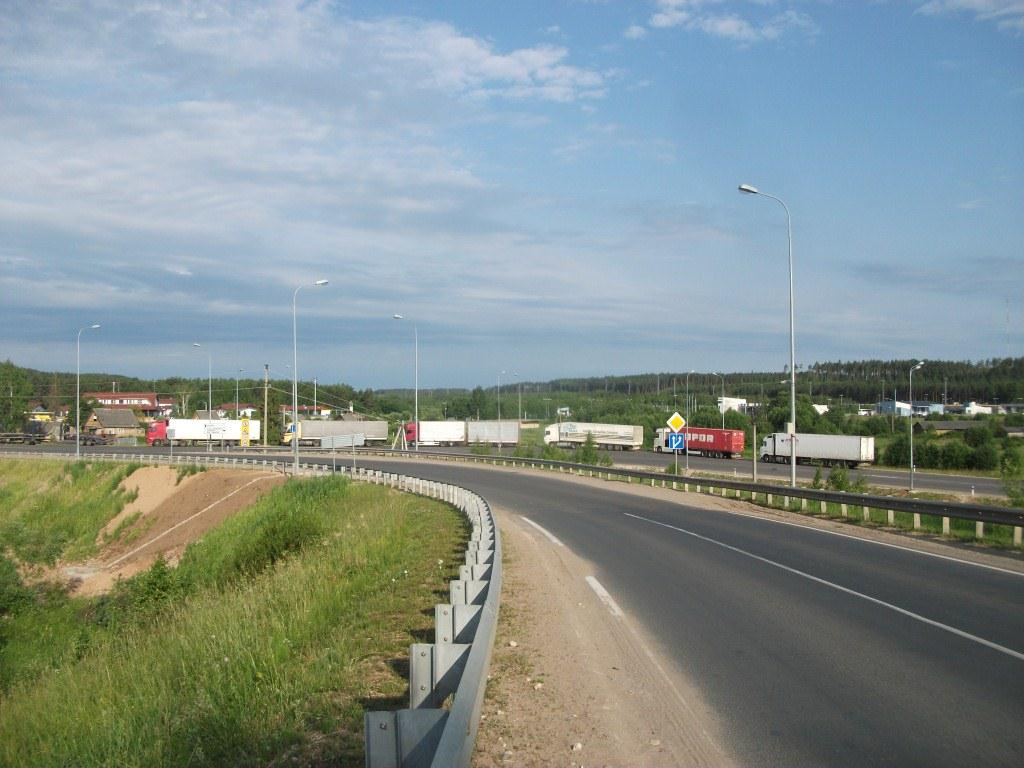
МАПП «Куничина Гора», вид со стороны России

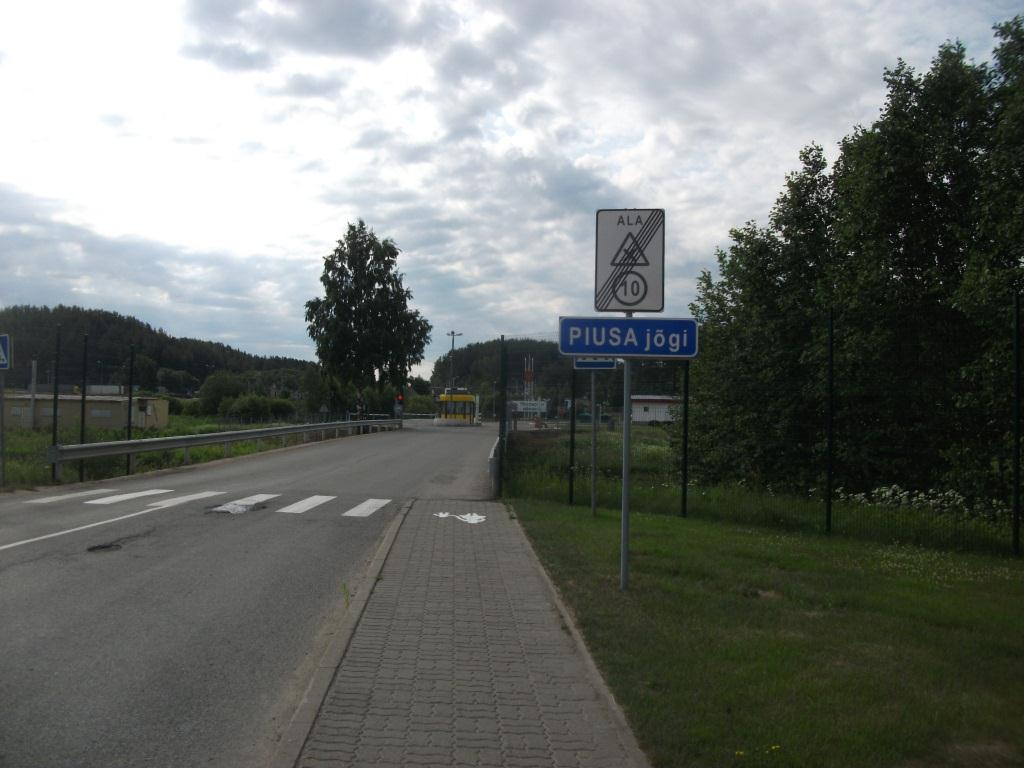
МАПП «Куничина Гора», вид со стороны Эстонии (граница проходит по мосту)

Печоры расположены на удалении от крупных автомагистралей и являются узлом автомобильных дорог лишь регионального значения. Общая протяжённость дорожной сети на территории городского поселения «Печоры» — 234,4 км (в том числе с твёрдым покрытием — 42,75 км). В Печорах имеется автобусная станция, являющаяся подразделением ГППО «Псковавтотранс». От автостанции отправляются 11 пригородных маршрутов, связывающих город с Псковом и населёнными пунктами Печорского района. За сутки отправляются 17—18 рейсов по направлению «Печоры — Псков» (за неделю — 124).
На окраине города находится многосторонний автомобильный пункт пропуска Куничина Гора (Россия) — Койдула (Эстония). Пересечение границы возможно на автомобиле, пешком и на велосипеде.

#### Связь
В городе имеются два городских отделения почтовой связи (индексы 181500 и 181502). Мобильная связь обеспечивается четырьмя основными российскими операторами МегаФон (Yota), МТС, Билайн, Ростелеком (бренд Tele2 Россия). Кроме этого, территория города покрывается эстонскими мобильными операторами (Telia, Tele2, Elisa), поэтому здесь возможно попадание в международный роуминг, не выезжая за пределы России.

### Банковский сектор
В Печорах находятся отделения Сбербанка  и Россельхозбанка.

## Социальная сфера

### Образование
В Печорах имеются 3 средние общеобразовательные школы: Печорская гимназия (основана в 1944 году, 700 учащихся), Печорская лингвистическая гимназия (основана в 1919 году, 182 учащихся) и школа № 3 (основана в 1946 году, 484 учащихся). Также работают Печорская районная детско-юношеская спортивная школа, Печорская школа-интернат, Дом детского творчества, Детская школа искусств и 4 детских сада.

### Здравоохранение
В городе функционирует Печорская центральная районная больница (ЦРБ) на 117 коек (в том числе 94 круглосуточного стационара). В состав ЦРБ входит поликлиника на 250 посещений в смену. Врачей имеется 26, среднего медицинского персонала — 90 человек. Аптечных учреждений (аптеки, аптечные пункты и киоски) — 7.

### Культура
В городе работают Печорский центр культуры, Печорская центральная районная библиотека (основана в 1944 году) и районная детская библиотека, а также детская школа искусств. В библиотеках города в 2009 году работало 24 сотрудника.
Музей истории города Печоры основан в 1949 году и в настоящее время является филиалом Государственного историко-архитектурного и природно-ландшафтного музея-заповедника «Изборск».

## Религия

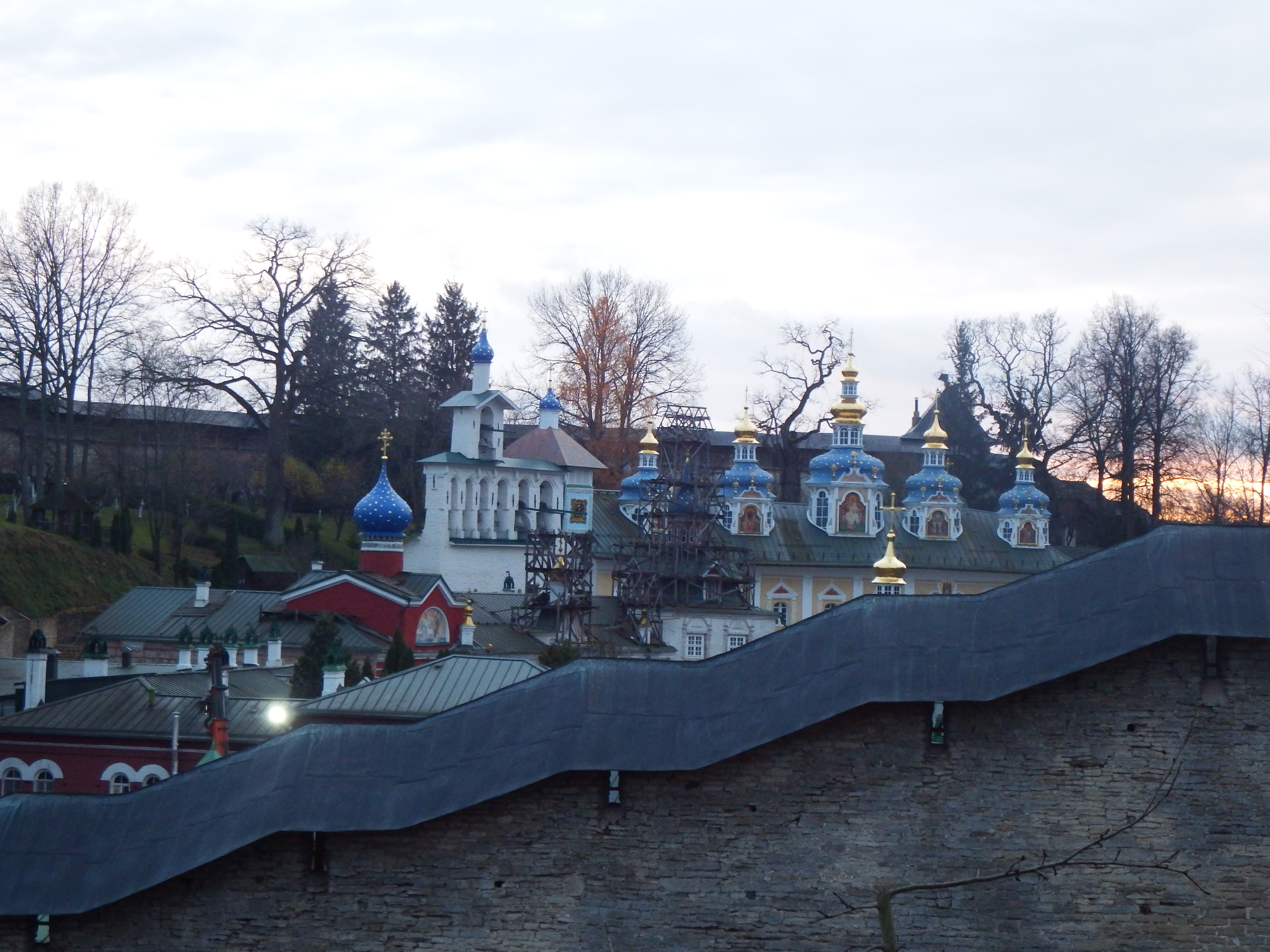
Псково-Печерский Свято-Успенский монастырь

В городе расположен Псково-Печерский Свято-Успенский монастырь, а также следующие православные церкви:
- Храм Рождества Христова в посёлке Майский
- Храм Сорока Мучеников Севастийских (1817 год; колокольня 1860 год)
- Храм великомученицы Варвары (сетуская)

Также в городе действует лютеранская церковь св. Петра (построена по проекту А. А. Подчекаева в 1923—1926 годах, освящена 19 сентября 1926 года). После Второй Мировой войны на протяжении 25 лет она оставалась единственным действующим евангелическо-лютеранским храмом на европейской территории РСФСР.